# 中島宏
中島宏（日语：／ Nakajima Hiroshi，1928年5月16日—2013年1月26日）是前任世界衛生組織（WHO）總幹事。日本千葉縣出生，東京医科大学畢業。